# Hulnani
Hulnani is een bestuurslaag in het regentschap Alor van de provincie Oost-Nusa Tenggara, Indonesië. Hulnani telt 376 inwoners (volkstelling 2010).